# 中国2010年上海世界博览会日本产业馆
中国2010年上海世界博览会日本产业馆是2010年上海世博会上的一个展馆，位于世博园区D片区，占地面积为4500平方米。日本产业馆的主题是“来自日本的美好生活”（Better life from Japan），总策划为堺屋太一。

## 展馆特色

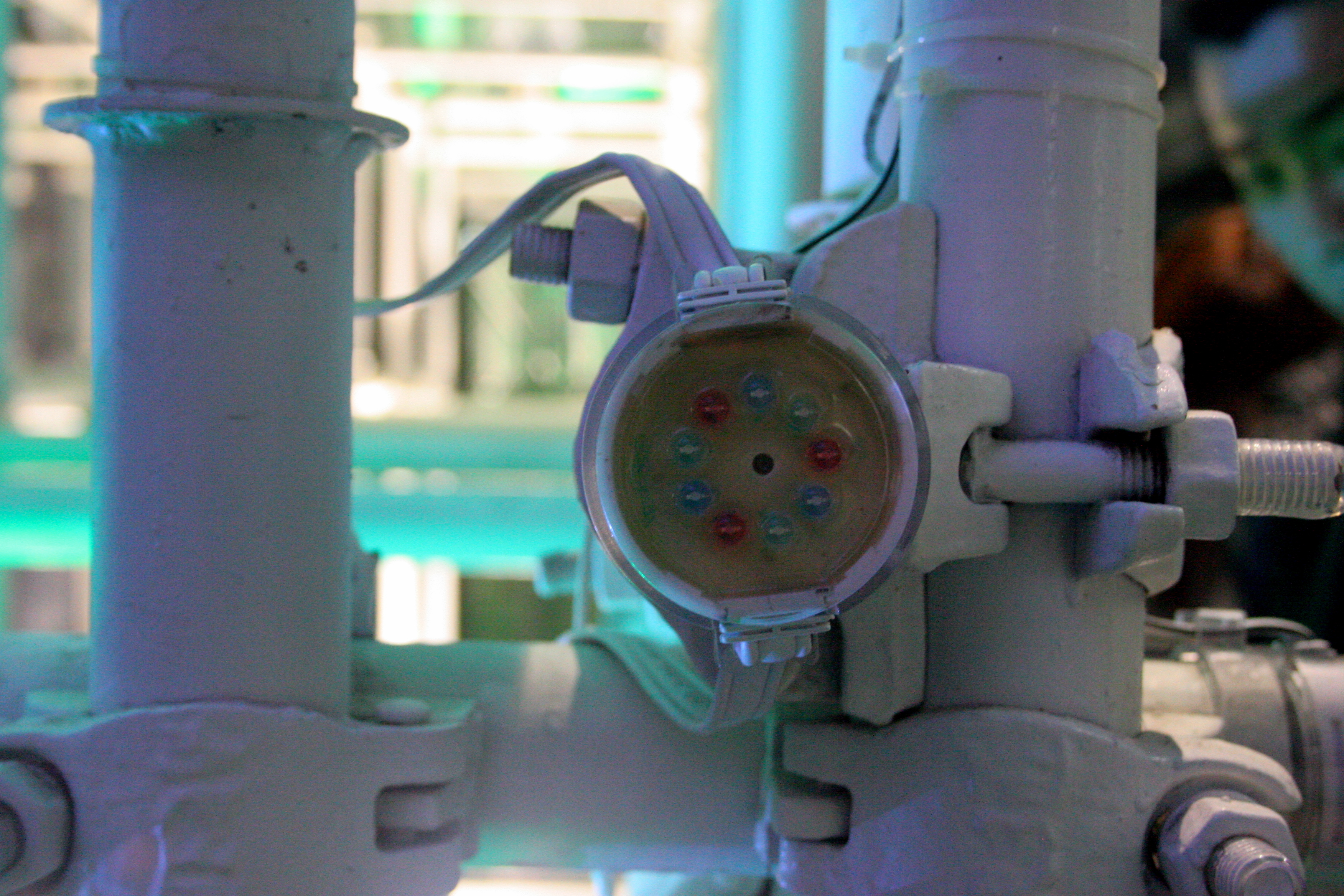
脚手架近景

日本产业馆是以原江南造船厂老厂房为基础改造而成的，同时突出“循环再利用”的理念，将施工中使用的脚手架钢管再次利用，作为展馆外部建筑材料。而展馆内部采用的也是能够再利用的再生纸纸管。日本产业馆的展示主题则是“J-感觉”，即Kirei（きれい，美丽）、Kawaii（かわいい，可爱）、Kimochiii（気持ちいい，爽）这三个收入其他许多国家词典的日语单词。

## 出展、出资企业
- 出展参加：株式会社INAX、大冢制药株式会社、龟甲万株式会社、帝人株式会社、泰尔茂株式会社、TOSTEM株式会社、日本邮政集团、尤妮佳株式会社
- 自治体参加：静冈县、横滨市
- 设施参加：近铁集团、大金工业株式会社、日本航空株式会社
- 营业参加：SMBC咨询、龟甲万株式会社、国誉株式会社、白ハト食品工業株式会社、本家SAMUKIYA、BENELIC株式会社、MIKI HOUSE
- 出资参加：株式会社大林组、堺屋太一研究所、株式会社千趣会、株式会社丹青社、TSP太阳株式会社